# Johan Bergholtz
Johan Bergholtz, tidigare Berghult, död 1774, var en svensk skådespelare och teaterdirektör. Han är mest känd för att tillsammans med Peter Lindahl ha varit ledare för det svenska teatersällskap som turnerade den svenska landsbygden efter att teatern i Stora Bollhuset stängts för inhemska aktörer 1753–1754.
Bergholtz, som var son till tullinspektoren Jacob Berghult i Simrishamn, studerade han i Lund 1724 och anställdes som likvidationskommissarie i Göta hovrätt 1731 och landsfiskal i Kristianstads län 1734. Efter sitt giftermål 1735 var han bosatt i Ystad.  
Bergholtz anses som en representant för de aktörer som gav skådespelaryrket dåligt rykte under den svenska truppens sista tid på Bollhusteatern, eftersom han vid flera tillfällen ställdes inför rätta anklagad för olika brott. 1742 fick han lämna Ystad efter att ha dömts till spöstraff för förskingring och begav sig då till Stockholm. Det är under denna tid han först får en anställning vid teatern, som översättare för utländska pjäser, men det är inte känt om han även agerade. 1744 blev han inblandad i ännu en förskingringsaffär och emigrerade därefter till Ryssland, där han ändrade sitt namn till Bergholtz och var lärare i först Viborgs katedralskola 1748–1749 och därefter i Sankt Petersburg hos överste Korsakov.
Det är inte känt när Bergholtz anställdes som skådespelare vid Bollhusteatern, men han är säkert belagd som sådan år 1752. Även hans hustru Catharina Sophia Murman var anställd som skådespelare, och de var båda viktiga medlemmar av truppen; både Bergholtz och hans fru var medlemmar i den styrelse av skådespelare som styrde teatern.
Årsskiftet 1753–1754 stängdes teatern för svenska aktörer; en fransk trupp anställdes 1753, och 1754 reserverades lokalen för dem. Tillsammans med Peter Lindahl bildade då Bergholtz ett svenskt sällskap som fick tillstånd att spela i landsorten. Bergholtz beskrivs som charmerande äventyrare och det anses att han med "duperande charm" övertalade Bollhusets finansiär Anders Henriksson att finansiera även detta sällskap. 
Truppen kallades det Lindahls-Berholtzska truppen. Lindhal beskrivs som ansvarsfull och Bergholtz som äventyrlig, och det uppkom snabbt slitningar i det delade ledarskapet. 1755 ställdes Bergholtz inför rätta för äktenskapsbrott i Norrköping. Hans fru beskrev under sitt vittnesmål hans liv som "en kedja av laster och odygder". Lindahl tog avstånd från honom och gav en mängd nedsvärtande upplysningar om hans och även hans frus livsföring, och Bergholtz svarade med att säga att Lindahl själv hade haft samlag med sin fru Margareta Maria Fabritz före giftermålet, vilket upplöste kompanjonskapet. Då teatersällskapet gav sig, av, stannade Bergholtz kvar, och tycks ha försörjt sig som sakförare. Hans fru Catharina Sophia Murman lämnade även hon Lindahls sällskap och begav sig till Stockholm och blev medlem av Stenborgs Sällskap, där hon och dottern Johanna Sophia Berghult finns i ett pass för truppen till Finland 1763.                         